# Даріо Смоє
Даріо Смоє (хорв. Dario Smoje, нар. 19 вересня 1978, Рієка) — хорватський футболіст, що грав на позиції захисника.
Виступав, зокрема, за клуб «Гент», а також національну збірну Хорватії.

## Клубна кар'єра
Народився 19 вересня 1978 року в місті Рієка. Вихованець футбольної школи клубу «Рієка». Дорослу футбольну кар'єру розпочав 1995 року в основній команді того ж клубу, в якій провів два сезони, взявши участь у 49 матчах чемпіонату.
Згодом з 1997 по 2004 рік грав у складі команд «Мілан», «Монца», «Тернана», «Динамо» (Загреб) та «Загреб».
Своєю грою за останню команду привернув увагу представників тренерського штабу клубу «Гент», до складу якого приєднався 2004 року. Відіграв за команду з Гента наступні п'ять сезонів своєї ігрової кар'єри.
Протягом 2009—2010 років захищав кольори клубу «Паніоніос».
Завершив ігрову кар'єру у команді «Хрватскі Драговоляц», за яку виступав протягом 2010—2011 років.

## Виступи за збірні
У 1994 році дебютував у складі юнацької збірної Хорватії (U-15), загалом на юнацькому рівні взяв участь у 14 іграх, відзначившись одним забитим голом.
Протягом 1997–2000 років залучався до складу молодіжної збірної Хорватії. На молодіжному рівні зіграв у 19 офіційних матчах, забив 1 гол.
У 2003 році дебютував в офіційних матчах у складі національної збірної Хорватії.
Загалом протягом кар'єри в національній команді, яка тривала 1 рік, провів у її формі 1 матч.
| Дата     | Місто           | Господарі | Результат | Гості              | Турнір           | Голи | Примітки |
| -------- | --------------- | --------- | --------- | ------------------ | ---------------- | ---- | -------- |
| 9-2-2003 | Шибеник (місто) | Хорватія  | 2 – 2     | Північна Македонія | товариський матч | -    | 78'      |
| Усього   |                 | Матчів    | 1         |                    | Голів            | 0    |          |